# Disco (film, 2019)
Pour les articles homonymes, voir Disco (homonymie).
Pour plus de détails, voir Fiche technique et Distribution.
Disco est un film norvégien réalisé par Jorunn Myklebust Syversen et sorti en 2019.

## Fiche technique
Sauf indication contraire, les informations mentionnées dans cette section peuvent être confirmées par la base de données cinématographiques IMDb,  présente dans la section « Liens externes ».
- Titre original : Disco
- Scénario : Jorunn Myklebust Syversen
- Genre : Drame
- Photographie : Marius Matzow Gulbrandsen
- Musique : Marius Christiansen et Thom Hell (no)
- Dates de sortie :
  -  Canada : 7 septembre 2019[1]
  -  Espagne : 21 septembre 2019[2]
  -  Norvège : 4 octobre 2019[3]

## Distribution
- Josefine Frida Pettersen : Mirjam
- Nicolai Cleve Broch
- Andreas Preus Efskin : Pasteur Trond
- Øyvind Gulli : Øyvind
- Fredericke Rustad Hellerud
- Andrea Bræin Hovig (no)
- Espen Klouman Høiner (no)
- Kjærsti Skjeldal (no)

## Distinction

### Sélection
- Arras Film Festival 2019 : sélection en compétition européenne